# Pluto e la tartaruga
Pluto e la tartaruga (Pluto's Housewarming) è un film del 1947 diretto da Charles A. Nichols. È un cortometraggio animato della serie Pluto, prodotto dalla Walt Disney Productions e uscito negli Stati Uniti il 21 febbraio 1947, distribuito dalla RKO Radio Pictures. A partire dagli anni novanta è più noto come Pluto trova un amico.

## Trama
Pluto si sta trasferendo dalla sua vecchia cuccia distrutta a una più grande e confortevole. Ci porta dentro tutti i suoi ossi e li mette in appositi scomparti, ma essi vengono riportati fuori dalla tartarughina già apparsa in Pluto babysitter, che vuole prendere possesso della casetta. Dopo aver portato fuori per la seconda volta la tartaruga dalla cuccia, Pluto ci trova dentro Butch, che sta mangiando i suoi ossi. I due iniziano così una rissa che porta Pluto a tornare nella sua vecchia cuccia. Butch se la deve però vedere anche con la tartarughina, la quale, con l'astuzia e diversi morsi, riesce a cacciare via il bulldog. Il rettile sembra morto a causa della lotta, ma Pluto piangendo riesce a farlo rinvenire. Il protagonista accoglie quindi la tartaruga nella sua cuccia, lasciandole uno spazio in uno degli scomparti per gli ossi (anche lei ha dei piccoli ossi da mangiare).

## Distribuzione

### Edizioni home video

#### VHS
- Serie oro - Pluto (ottobre 1985)[1]
- Le avventure di Pluto (gennaio 1985)[2]
- Le avventure di Pluto (febbraio 1990)[3]

#### DVD
Il cortometraggio è incluso nel DVD Walt Disney Treasures: Pluto, la collezione completa - Vol. 1.